# Conjunt prehistòric de So n'Antelm - Sa Pleta
El conjunt prehistòric de So n'Antelm - Sa Pleta és un jaciment arqueològic format per restes de construccions de la cultura talaiòtica, situat al lloc anomenat sa Pleta, a la possessió de So n'Antelm, al municipi de Llucmajor, Mallorca. El jaciment fou afectat per les obres de construcció d'un camp de golf i actualment no són visibles cap mena de restes.